# Christian Wedemeyer
Christian Konrad Wedemeyer (Minneapolis MN, 1969) is een Amerikaans wetenschapper tibetologie en boeddhologie en schrijver voor verschillende wetenschappelijke tijdschriften op het gebied van het boeddhisme, waaronder Religious Studies Review.
Hij behaalde zijn bachelorgraad in 1991 aan de Wesleyan-universiteit en zijn master (1994 M.A. en 1995 Ph.M) en Ph.D (1999) aan de Columbia-universiteit bij Robert Thurman.
Hij is assistent-professor godsdienstgeschiedenis aan de University of Chicago Divinity School aan de Universiteit van Chicago. Hij was gastdocent aan verschillende universiteiten, waaronder de Universiteit van Kopenhagen en de Columbia-universiteit. Binnen het veld van de godsdienstgeschiedenis heeft hij zich vooral beziggehouden met geschiedenis, literatuur en de rituelen van het Indiaas en Tibetaans boeddhisme. Verder studeerde hij Sanskriet en Tibetaanse religieuze literatuur. Hij schreef een historiografie over het Esoterisch boeddhisme.
- Bibliothèque nationale de France: cb155089155 (data)
- International Standard Name Identifier: 0000 0000 8128 3831
- Library of Congress Control Number: n2006075309
- Nationale Bibliotheek van Israël: 987007433815505171
- Nederlandse Thesaurus van Auteursnamen: 297629964
- Système universitaire de documentation: 112618790
- Virtual International Authority File: 49530048
- WorldCat: E39PBJpJhBdt6pxfQQrdDR8cT3